# Zasada równoważności
Zasada równoważności – zasada fizyczna dotycząca grawitacji, a konkretniej równości masy grawitacyjnej i masy bezwładnej. Zasada posiada kilka wersji:
- Słaba zasada równoważności głosi: "wszystkie prawa ruchu dla ciał w spadku swobodnym są takie same jak w układzie inercjalnym";
- Zgodnie z silną wersją: "wszystkie prawa fizyki są takie same w jednorodnym statycznym polu grawitacyjnym jak w równoważnym układzie nieinercjalnym[1];
- W sformułowaniu Einsteina słaba wersja jest prawdziwa i dodatkowo:
  - "Wynik dowolnego lokalnego nie-grawitacyjnego eksperymentu jest niezależny od prędkości swobodnie spadającego układu odniesienia, w którym jest przeprowadzany" oraz
  - "wynik dowolnego lokalnego nie-grawitacyjnego eksperymentu jest niezależny od tego gdzie i kiedy we wszechświecie się go przeprowadza"[2].

Równość masy bezwładnej i grawitacyjnej sprawdził z wielką precyzją eksperyment Eötvösa.